# Gribona

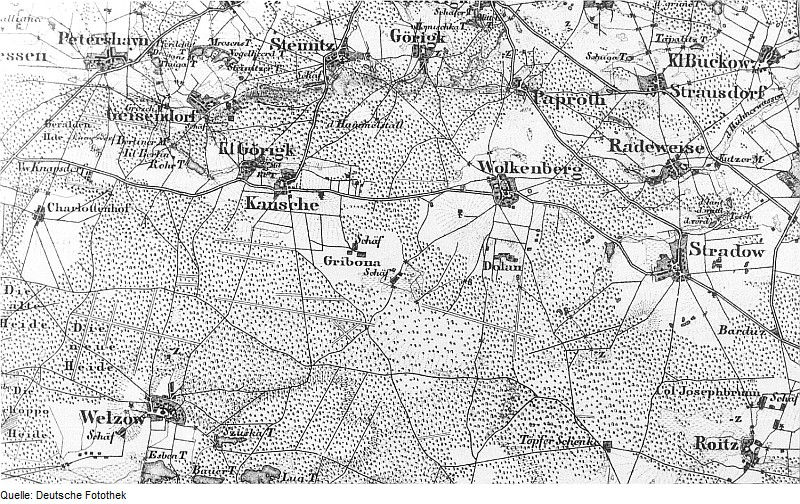
Gribona auf einer topographischen Karte aus dem 19. Jahrhundert

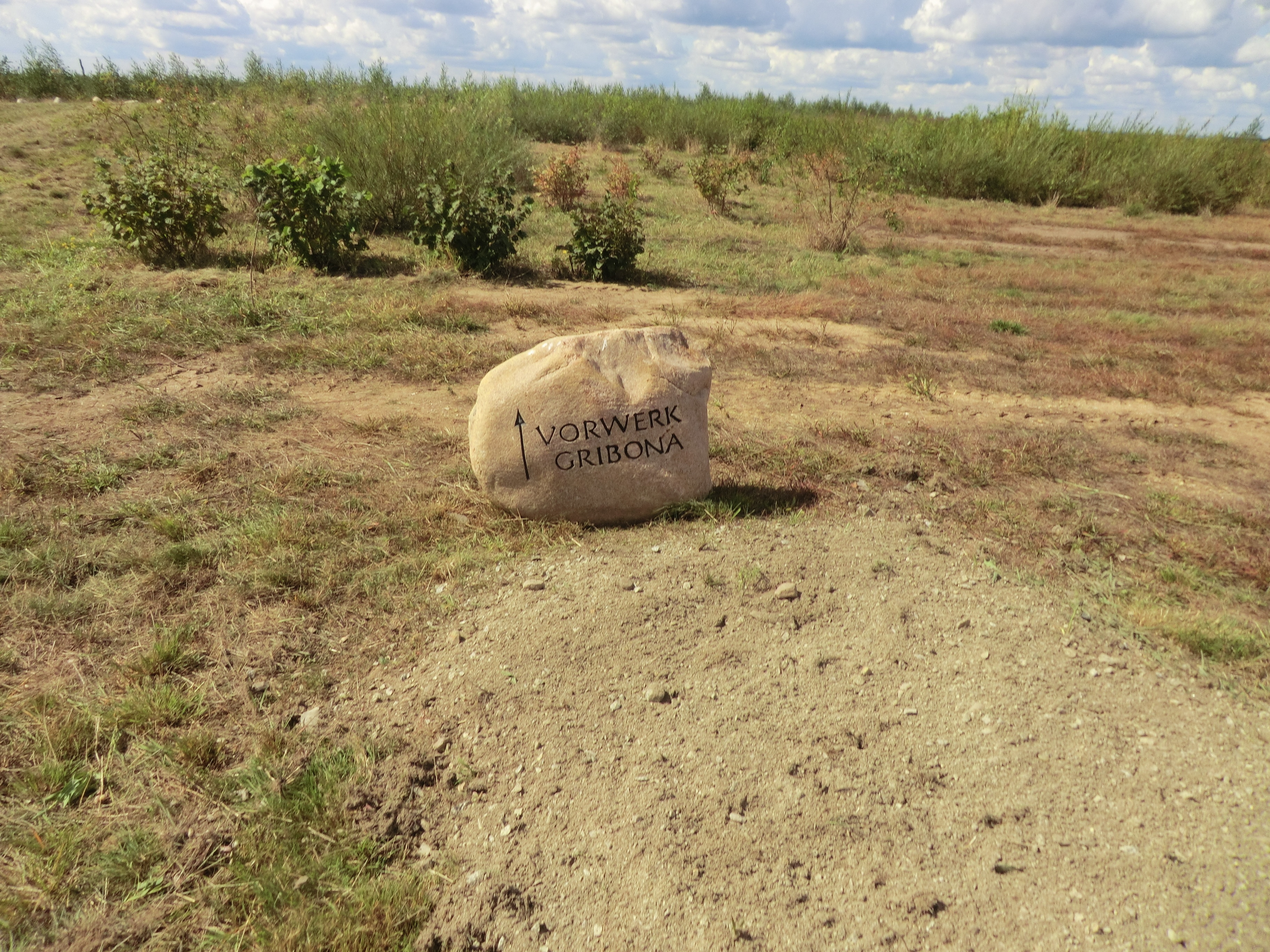
Gedenkstein an der früheren Ortslage von Gribona

Gribona, niedersorbisch Gribownja, war ein Vorwerk der Gemeinde Wolkenberg in der Niederlausitz. Der Ort wurde Anfang der 1990er-Jahre umgesiedelt und kurz darauf vom Braunkohletagebau Welzow-Süd überbaggert. Ab dem 1. Januar 1991 gehörte Gribona zur Stadt Spremberg im Landkreis Spree-Neiße.

## Lage
Gribona lag in der Niederlausitz, südöstlich von Drebkau. Umliegende Ortschaften waren Steinitz und Göhrigk im Norden, Wolkenberg im Nordosten, Dollan im Osten, Töpferschänke im Südosten, Welzow im Südwesten sowie Kausche im Westen. Außer Welzow und Steinitz wurden alle umliegenden Dörfer ebenfalls durch den Braunkohleabbau abgebaggert.

## Geschichte
Gegründet wurde Gribona vermutlich im 19. Jahrhundert als Schäferei der Gemeinde Wolkenberg. Der Ortsname stammt vom niedersorbischen Wort grib für „Pilz“. Ursprünglich gab es in Gribona zwei Anwesen, 1844 hatte der Ort 43 Einwohner, die in fünf Gebäuden lebten. Kirchlich gehörte Gribona ebenfalls zu Wolkenberg. Vorherrschende Sprache in Gribona war zunächst Niedersorbisch, allerdings ging der Gebrauch der Sprache gegen Ende des 19. Jahrhunderts stark zurück. Ernst Tschernik zählte in allen zur Gemeinde Wolkenberg gehörenden Dörfern zusammen im Jahr 1956 nur noch drei sorbischsprachige Einwohner.
1939 wurde die Siedlung im Rahmen der nationalsozialistischen Germanisierung sorbischstämmiger Ortsnamen in Wolkenberg-Vorwerk umbenannt. Nach dem Zweiten Weltkrieg erhielt sie ihren ursprünglichen Namen zurück.
Am 25. Juli 1952 kam Gribona als Teil der Gemeinde Wolkenberg zum Kreis Spremberg im DDR-Bezirk Cottbus. Nach der Wende lag Gribona zunächst im Landkreis Spremberg in Brandenburg. 1991 wurde mit der Abbaggerung der Gemeinde Wolkenberg begonnen, am 1. Januar 1991 wurde die Ortsflur Wolkenbergs, und damit auch Gribona, nach Spremberg eingemeindet. Gribona wurde letztendlich ebenfalls umgesiedelt und anschließend devastiert. Die genaue Anzahl der umgesiedelten Bewohner ist nicht bekannt. In der Nähe der ehemaligen Ortslage Gribonas erinnert heute ein Gedenkstein an das Vorwerk.